# Івета Бенешова
Івета Бенешова (чеськ. Iveta Benešová, у шлюбі Мельцер або Мельцерова) — чеська тенісистка, чемпіонка Австралії та Вімблдону в змішаному парному розряді. 
Бенешова виграла Вімблдонський турнір 2011 року в міксті разом із Юргеном Мельцером із Австрії. Пізніше одружилася з ним. У 2014 році оголосила про завершення кар'єри. В 2015-му розлучилася і повернула дошлюбне прізвище.
За свою кар'єру Бенешова виграла два турніри WTA в одиночному розряді й мала 14 перемог у парному.

## Фінали турнірів Великого шолома

### Мікст
| Результат | Рік  | Турнір    | Поверхня | Партнер       | Супротивники                | Рахунок  |
| --------- | ---- | --------- | -------- | ------------- | --------------------------- | -------- |
| Перемога  | 2011 | Wimbledon | Трава    | Юрген Мельцер | Магеш Бгупаті Олена Весніна | 6–3, 6–2 |

## Фінали турнірів  WTA

### Одиночний розряд
| Результат | №  | Дата           | Турнір                                        | Поверхня | Супротивниця     | Рахунок       |
| Поразка   | 1. | 18 жовтня 2002 | WTA Bratislava                                | Хард (i) | Майя Матевжич    | 0–6, 1–6      |
| Перемога  | 1. | 7 березня 2004 | Abierto Mexicano TELCEL, Акапулько            | Ґрунт    | Флавія Пеннетта  | 7–6(7–5), 6–4 |
| Поразка   | 2. | 20 April 2004  | Portugal Open, Ешторіл                        | Ґрунт    | Емілі Луа        | 5–7, 6–7(1–7) |
| Поразка   | 3. | 28 August 2004 | Forest Hills, Queens                          | Хард     | Олена Лиховцева  | 3–6, 2–6      |
| Поразка   | 4. | 16 січня 2006  | Moorilla Hobart International                 | Хард     | Міхаелла Крайчек | 1–6, 2–6      |
| Поразка   | 5. | 20 травня 2008 | Portugal Open, Ешторіл                        | Ґрунт    | Марія Кириленко  | 4–6, 2–6      |
| Поразка   | 6. | 16 січня 2009  | Moorilla Hobart International                 | Хард     | Петра Квітова    | 5–7, 1–6      |
| Перемога  | 2. | 1 травня 2010  | Grand Prix SAR La Princesse Lalla Meryem, Фес | Ґрунт    | Симона Халеп     | 6–4, 6–2      |

### Парний розряд
| Результат | №   | Дата        | Турнір                                        | Поверхня        | Партнерка                  | Супротивниці                                       | Рахунок                |
| --------- | --- | ----------- | --------------------------------------------- | --------------- | -------------------------- | -------------------------------------------------- | ---------------------- |
| Поразка   | 1.  | 18 лип 2004 | Bank of the West Classic, Стенфорд            | Хард            | Клодін Шоль                | Елені Даніліду Ніколь Пратт                        | 2–6, 4–6               |
| Перемога  | 1.  | 13 лют 2005 | Open Gaz de France, Париж                     | Килим           | Квета Пешке                | Анабель Медіна Ґарріґес Дінара Сафіна              | 6–2, 2–6, 6–2          |
| Поразка   | 2.  | 24 кві 2005 | Family Circle Cup, Чарлстон                   | Ґрунт (зелений) | Квета Пешке                | Кончіта Мартінес Вірхінія Руано Паскуаль           | 1–6, 4–6               |
| Поразка   | 3.  | 18 чер 2005 | Ordina Open, 'с-Гертогенбос                   | Трава           | Нурія Льягостера Вівес     | Анабель Медіна Гаррігес Дінара Сафіна              | 6–4, 2–6, 7–6(11-9)    |
| Поразка   | 4.  | 15 жов 2006 | Kremlin Cup, Москва                           | Килим           | Галина Воскобоєва          | Франческа Ск'явоне Квета Пешке                     | 4–6, 7–6(7-4), 1–6     |
| Поразка   | 5.  | 6 січ 2007  | Gold Coast, Queensland                        | Хард            | Галина Воскобоєва          | Дінара Сафіна Катарина Среботнік                   | 3–6, 4–6               |
| Перемога  | 2.  | 30 вер 2007 | Fortis Championships Luxembourg, Люксембург   | Хард            | Жанетт Гусарова            | Вікторія Азаренко Шахар Пеєр                       | 6–4, 6–2               |
| Перемога  | 3.  | 23 лют 2008 | Copa Colsanitas, Богота                       | Ґрунт           | Бетані Маттек              | Єлена Костанич-Тошич Мартіна Мюллер                | 6–3, 6–3               |
| Поразка   | 6.  | 1 бер 2008  | Abierto Mexicano Telcel, Акапулько            | Ґрунт           | Петра Цетковська           | Нурія Льягостера Вівес Марія Хосе Мартінес Санчес  | 2–6, 4–6               |
| Поразка   | 7.  | 18 тра 2008 | Internazionali BNL d'Italia, Рим              | Ґрунт           | Жанетт Гусарова            | Чуан Чіацзюн Чжань Юнжань                          | 6–7(5–7), 3–6          |
| Перемога  | 4.  | 3 сер 2008  | Nordea Nordic Light Open, Стокгольм           | Хард            | Барбора Заглавова-Стрицова | Петра Цетковська Луціє Шафарова                    | 7–5, 6–4               |
| Поразка   | 8.  | 2 бер 2009  | Monterrey Open                                | Хард            | Барбора Заглавова-Стрицова | Мара Сантанджело Наталі Деші                       | 3–6, 4–6               |
| Поразка   | 9.  | 13 лип 2009 | ECM Prague Open                               | Ґрунт           | Барбора Заглавова-Стрицова | Катерина Бондаренко Альона Бондаренко              | 1–6, 2–6               |
| Поразка   | 10. | 29 сер 2009 | Pilot Pen Tennis, Нью-Гейвен                  | Хард            | Луціє Градецька            | Нурія Льягостера Вівес María José Martínez Sánchez | 2–6, 6–7               |
| Перемога  | 5.  | 25 жов 2009 | BGL Luxembourg Open, Люксембург               | Хард (i)        | Барбора Заглавова-Стрицова | Владіміра Углірова Рената Ворачова                 | 6–1, 0–6, [10–7]       |
| Перемога  | 6.  | 14 лют 2010 | Open Gaz de France, Париж                     | Хард (i)        | Барбора Заглавова-Стрицова | Кара Блек Лізель Губер                             | w/o                    |
| Перемога  | 7.  | 7 бер 2010  | Monterrey Open                                | Хард            | Барбора Заглавова-Стрицова | Анна-Лена Гренефельд Ваня Кінґ                     | 3–6, 6–4, [10–8]       |
| Перемога  | 8.  | 1 May 2010  | Grand Prix SAR La Princesse Lalla Meryem, Фес | Ґрунт           | Анабель Медіна Гаррігес    | Луціє Градецька Рената Ворачова                    | 6–3, 6–1               |
| Перемога  | 9.  | 2 жов 2010  | Toray Pan Pacific Open, Токіо                 | Хард            | Барбора Заглавова-Стрицова | Шахар Пеєр Пен Шуай                                | 6–4, 4–6, [10–8]       |
| Поразка   | 11. | 24 жов 2010 | BGL Luxembourg Open, Люксембург               | Хард (i)        | Барбора Заглавова-Стрицова | Тімеа Бачинскі Татьяна Гарбін                      | 4–6, 4–6               |
| Перемога  | 10. | 14 січ 2011 | Medibank International Sydney                 | Хард            | Барбора Заглавова-Стрицова | Квета Пешке Катарина Среботнік                     | 4–6, 6–4, [10–7]       |
| Перемога  | 11. | 6 бер 2011  | Monterrey Open                                | Хард            | Барбора Заглавова-Стрицова | Анна-Лена Гренефельд Ваня Кінг                     | 6–7(8–10), 6–2, [10–6] |
| Перемога  | 12. | 1 тра 2011  | Barcelona Ladies Open                         | Ґрунт           | Барбора Заглавова-Стрицова | Наталі Грандін Владіміра Углірова                  | 5–7, 6–4, [11–9]       |
| Перемога  | 13. | 25 жов 2011 | BGL Luxembourg Open, Люксембург               | Хард (i)        | Барбора Заглавова-Стрицова | Луціє Градецька Катерина Макарова                  | 7–5, 6–3               |
| Перемога  | 14. | 29 кві 2012 | Porsche Tennis Grand Prix, Штуттгардт         | Ґрунт           | Барбора Заглавова-Стрицова | Юлія Ґерґес Анна-Лена Гренефельд                   | 6–4, 7–5               |
| Поразка   | 12. | 2 бер 2014  | Abierto Mexicano Telcel, Акапулько            | Хард            | Петра Цетковська           | Крістіна Младенович Галина Воскобоєва              | 3-6, 6-2, [5-10]       |